# Robert Julius Trumpler
Robert Julius Trumpler, właśc. Robert Trümpler (ur. 2 października 1886 w Zurychu, zm. 10 września 1956 w Berkeley) – amerykański astronom, urodzony w Szwajcarii.

## Życiorys
Prowadził badania głównie w dziedzinie gromad otwartych. Udowodnił istnienie w płaszczyźnie naszej galaktyki – Drodze Mlecznej istnienie rozrzedzonej materii międzygwiazdowej, która pochłania światło i przez to osłabia jasność odległych gromad gwiazd.
Prace Trumplera przyczyniły się również do opracowania akceptowanej współcześnie teorii ewolucji gwiazd.

## Klasyfikacja gromad
Obserwacje gromad otwartych i różnic między nimi umożliwiły oszacowanie ich wieku oraz powstanie jednego z najlepszych systemów klasyfikacji gromad otwartych. Robert Trumpler zaproponował klasyfikację gromad głównie na podstawie ich wyglądu, ale również jasności i typu widmowego.
Schemat ten opisuje trzy cechy gromady: rzymskie cyfry od I do IV charakteryzują stopień skoncentrowania lub rozproszenia gromady (od bardzo gęstego do luźnego), arabskie od 1 do 3 opisują zakres jasności składników (od małego zróżnicowania do dużego), oraz litera p, m albo r oznaczają liczbę gwiazd w gromadzie, od niewielkiej (ang. poor), przez średnią (medium) do dużej (rich). Opcjonalnie, jeśli gromada zawiera mgławicę, dopisuje się na końcu literę n (ang. nebulosity).
Dla przykładu w schemacie Trumplera, Plejady sklasyfikowane są jako I,3,r,n (mocno skoncentrowane, bogate, zawierające mgławicę), natomiast leżące w pobliżu Hiady jako II,3,m (luźniejsze, z mniejszą liczbą gwiazd).